# Siergiej Klewczenia
Siergiej Konstantinowicz Klewczenia (ros. Сергей Константинович Клевченя; ur. 21 stycznia 1971 w Barnaule) – rosyjski łyżwiarz szybki, dwukrotny medalista olimpijski i wielokrotny medalista mistrzostw świata.

## Kariera
Pierwsze sukcesy na arenie międzynarodowej Siergiej Klewczenia osiągnął w 1994 roku, kiedy podczas igrzysk olimpijskich w Lillehammer zdobył dwa medale. W biegu na 500 m był drugi za swym rodakiem Aleksandrem Gołubiewem, a na dystansie 1000 m zajął trzecie miejsce, przegrywając tylko z Danem Jansenem z USA i Białorusinem Iharem Żalazouskim. Brał także udział w igrzyskach w Albertville w 1992 roku, igrzyskach w Nagano w 1998 roku oraz rozgrywanych cztery lata później igrzyskach w Salt Lake City, ale nie zdobył żadnego medalu. W 1994 roku wystartował także na mistrzostwach świata w wieloboju sprinterskim w Calgary, zdobywając srebrny medal. W tej samej konkurencji zwyciężał podczas mistrzostw świata w Heerenveen w 1996 roku oraz mistrzostw świata w Hamar w 1997 roku. Kolejne dwa medale zdobył na mistrzostwach świata na dystansach w Hamar w 1996 roku, gdzie zwyciężył w biegu na 1000 m oraz zajął drugie miejsce na 500 m. Ostatni medal w karierze zdobył podczas mistrzostw świata na dystansach w Salt Lake City w 2001 roku, gdzie zajął trzecie miejsce na dystansie 1000 m. Łącznie 35 razy stawał na podium zawodów Pucharu Świata, odnosząc przy tym osiem zwycięstw. W sezonie 1992/1993 był drugi w klasyfikacji końcowej PŚ na 500 m i trzeci na 1000 m, w sezonie 1993/1994 był trzeci na 500 m i drugi na 1000 m, w sezonie 1995/1996 ponownie zajął drugie miejsce na 500 m, a w sezonie 1996/1997 w klasyfikacjach obu dystansów zajmował trzecie miejsce.
Po zakończeniu kariery został trenerem. prowadził między innymi reprezentację Kazachstanu.